# Provincia de Valdivia
La Provincia de Valdivia se ubica en el extremo norte de la Región de Los Ríos, Chile. Tiene una superficie de 10 197,2 km², y posee una población de 259 243 habitantes. Su capital provincial es la ciudad de Valdivia.

## Historia
La actual Provincia de Valdivia es originada a partir de las comunas ubicadas al norte de la antigua provincia de Valdivia. Durante los años 1970, ya en el siglo XX, ocurre un nuevo cambio en la división política-administrativa del país, con la creación de las regiones. Se crea la X Región de Los Lagos, y las provincias de Chiloé, Llanquihue, Osorno, Palena y Valdivia, que la integran. Se reforma el nivel provincial y el nivel comunal, y se suprimen los departamentos y distritos.
En 2007, la antigua provincia de Valdivia perteneciente a la Región de Los Lagos se convierte en la Región de Los Ríos, dividiéndose su territorio en dos provincias: la nueva provincia de Ranco, la cual se compone de las comunas de Futrono, La Unión, Lago Ranco y Río Bueno, y la actual provincia de Valdivia, compuesta con las restantes 8 comunas de la anterior provincia de Valdivia de la cual la más grande de toda la región es la comuna de Panguipulli.

## Economía
En 2018, la cantidad de empresas registradas en la provincia de Valdivia fue de 6.805. El Índice de Complejidad Económica (ECI) en el mismo año fue de 0,71, mientras que las actividades económicas con mayor índice de Ventaja Comparativa Revelada (RCA) fueron Elaboración de Levaduras Naturales o Artificiales (71,72), Construcción de Embarcaciones Menores (71,12) y Cultivo de Plantas Vivas y Floricultura (41,43).

## Comunas
La provincia de Valdivia, desde octubre de 2007, está constituida por 8 comunas:
| Código | Comuna      | Capital                  | Superficie (km²) | Población (2017) | porcentaje de la población total de la provincia de Valdivia (%) |
| ------ | ----------- | ------------------------ | ---------------- | ---------------- | ---------------------------------------------------------------- |
| 14101  | Valdivia    | Valdivia                 | 1 015,6          | 166 080          | 57,1%                                                            |
| 14102  | Corral      | Corral                   | 767              | 5 302            | 1,82%                                                            |
| 14103  | Lanco       | Lanco                    | 532,4            | 16 752           | 5,76%                                                            |
| 14104  | Los Lagos   | Los Lagos                | 1 791,2          | 19 634           | 6,75%                                                            |
| 14105  | Máfil       | Máfil                    | 583              | 7 095            | 2,44%                                                            |
| 14106  | Mariquina   | San José De La Mariquina | 1 320,5          | 21 278           | 7,32%                                                            |
| 14107  | Paillaco    | Paillaco                 | 896              | 20 188           | 6,94%                                                            |
| 14108  | Panguipulli | Panguipulli              | 3 292            | 34 539           | 11,87%                                                           |
| Total  | Total       | Total                    | 10 197,2         | 290 868          | 100%                                                             |

## Autoridades
Las autoridades son nombradas directamente por el Presidente de la República y se mantienen en su cargo mientras cuenten con su confianza.

### Gobernador Provincial (1986-2021)

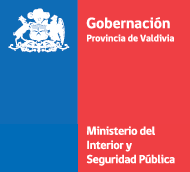
Logotipo de la Gobernación de la Provincia de Valdivia hasta 2021.

Los siguientes fueron los gobernadores provinciales de Valdivia.
| Gobernador(a)                   | Partido                    | Partido                    | Inicio                  | Final                 | Presidente(a) | Presidente(a)           |
| ------------------------------- | -------------------------- | -------------------------- | ----------------------- | --------------------- | ------------- | ----------------------- |
| Raúl Iturriaga Neumann          |                            | Militar                    | diciembre de 1986       | diciembre de 1988     |               | Augusto Pinochet        |
| Joaquín Holzapfel Anwandter     |                            | PDC                        | 11 de marzo de 1990     | 11 de marzo de 1994   |               | Patricio Aylwin         |
| Titular(es) desconocido(s)      | Titular(es) desconocido(s) | Titular(es) desconocido(s) | 1994                    | 1998                  |               | Eduardo Frei Ruíz-Tagle |
| Iván Flores García              |                            | PDC                        | 1998                    | 11 de marzo de 2000   |               | Eduardo Frei Ruíz-Tagle |
| María Teresa Meza Lavín         |                            | PS                         | 11 de marzo de 2000     | 14 de agosto de 2004  |               | Ricardo Lagos           |
| René Vásquez Pineda             |                            | PDC                        | 14 de agosto de 2004    | 11 de marzo de 2006   |               | Ricardo Lagos           |
| Ricardo Yáñez Oyarzún           |                            | PPD                        | 11 de marzo de 2006     | 21 de enero de 2007   |               | Michelle Bachelet       |
| Gloria Cifuentes Cuadra         |                            | PPD                        | 21 de enero de 2007     | 2 de octubre de 2007  |               | Michelle Bachelet       |
| Christian Cayuqueo Quijada      |                            | PS                         | 2 de octubre de 2007    | 11 de marzo de 2010   |               | Michelle Bachelet       |
| Alejandro Acuña Hildebrandt     |                            | RN                         | 11 de marzo de 2010     | 1 de abril de 2012    |               | Sebastián Piñera        |
| Paz Macarena Toledo Smith       |                            | RN                         | 1 de abril de 2012      | 11 de marzo de 2014   |               | Sebastián Piñera        |
| Patricia Eugenia Morano Buchner |                            | PDC                        | 11 de marzo de 2014     | 11 de marzo de 2018   |               | Michelle Bachelet       |
| María José Gatica Bertín        |                            | RN                         | 11 de marzo de 2018     | 17 de octubre de 2019 |               | Sebastián Piñera        |
| Cristhian Cancino Gunckel       |                            | RN                         | 27 de noviembre de 2019 | 14 de julio de 2021   |               | Sebastián Piñera        |

### Delegado Presidencial Provincial (Desde 2021)
Actualmente la provincia de Valdivia no posee un Delegado Presidencial Provincial. Con la nueva ley de descentralización, las gobernaciones de las capitales regionales se extinguen junto con las intendencias, generando una fusión en sus equipos de trabajo, pasando a conformar la Delegación Presidencial Regional, a cargo del Delegado presidencial regional de Los Ríos, por lo que no existe una Delegación presidencial provincial de Valdivia.